# 挪亞：滅世啟示
是一部2014年史詩聖經劇情片，根據挪亞方舟故事改編而成。戴倫·艾洛諾夫斯基执导，艾洛諾夫斯基和Ari Handel联合编剧，演員包括羅素·高爾、珍妮花·康納莉、雷·溫斯頓、艾瑪·沃特森、羅根·勒曼和安東尼·霍普金斯。美国于2014年3月28日上映。

## 故事簡介
這是一個沒有希望的世界，沒有雨、沒有糧食，軍閥和野蠻的遊牧部落統治一切。因為蠻荒大地上的人類造孽惡貫滿盈。造物主決心以一場無盡豪雨，讓一切罪惡及人類從此淹沒；唯有受命於天的挪亞才可獨善其身，有資格帶領家人和生靈萬物逃過一場浩劫；為人類、地球上不同物種挽留最後血脈。
因此挪亞每天晚上都會被一個噩夢所折磨，夢裏整個世界被一場大洪水吞沒。久而久之他意識到，這正是造物主給他的訊號，造物主要懲罰人類，把他們殺光⋯⋯為人類、地球上不同物種挽留最後血脈。造物主暗中遣派巨靈石獸守護挪亞一家。正當爭分奪秒搭建方舟求生之際，挪亞的敌人土八该隐正率领大批人马为从挪亞和巨靈石獸手中抢占方舟而作军事准备，挪亞的二兒子含也因其喜欢的女人未得到父亲的救助去世而与父亲生恨，含為此不惜陰謀勾結挪亞家族的世仇土八该隐。大限將至，為爭奪方舟和逃出生天的唯一機會，土八该隐、含和冥頑不靈的罪人向挪亞發動洪荒滅世前的正邪最後激戰。

## 角色
| 演員              | 角色                                 |
| 羅素·高爾         | 诺亚                                 |
| 珍妮花·康納莉     | 诺亚妻子拿玛（Naameh）               |
| 雷·溫斯頓         | 土八该隐，诺亚的敌人。               |
| 艾瑪·華森         | 伊拉（Ila），诺亚的儿媳和闪的妻子。  |
| 安東尼·霍普金斯   | 玛土撒拉（Methuselah），诺亚的祖父。 |
| 道格拉斯·布斯     | 闪（Shem）， 诺亚的长子。            |
| 羅根·勒曼         | 含（Ham），诺亚的次子。              |
| 利奥·麦克休·卡洛  | 雅弗（Japheth），诺亚的三子。        |
| 弗兰克·兰格拉     | 奥格（Og），帮助诺亚的看守天使。     |
| 达科塔·高尤       | 年輕的诺亚                           |
| 馬頓·索柯斯       | 拉麦（Lamech），诺亚的父亲。         |
| 麦迪逊·达文波特   | 奈尔（Na'el），含的暗恋情人。        |
| 尼克·诺特         | 萨姆亚扎（Samyaza），看守天使首领。  |
| 马克·马戈利斯     | 马戈（Magog），看守天使。            |
| 凯文·杜兰         | 拉米尔（Rameel），看守天使。         |
| 诺兰·克罗斯       | 少年的含                             |
| 亚当·格里菲思     | 亚当                                 |
| 阿丽亚娜·莱因哈特 | 夏娃                                 |
| Gavin Casalegno   | 少年的闪                             |
| 斯凯拉·伯克       | 少年伊拉                             |

## 上映
影片在中国大陆未过审不能上映，有业内人士称：“影片未过审的原因比较复杂，可能是和宗教题材有关。”

## 反响

### 宗教批評
《挪亞方舟》在中東多個伊斯兰教國家，包括卡塔爾、巴林和阿聯酋被禁播，當地官方指該片描述的先知故事不符合伊斯蘭教法律。而基督徒及猶太教徒批評電影加入太多想像，如挪亞揮動斧頭、土八该隐擬登上方舟等，與《聖經》不符。

### 评价
烂番茄新鲜度为76%，观众喜爱度仅有45%；Metacritic上37家媒体综评68分，专业口碑以正面为主。　　
《华尔街时报》给80分：《挪亞方舟》抑或是愚蠢的，抑或是庄严的；但是却非常让人入迷，从头到尾都是。《旧金山纪事报》给75分：《挪亞方舟》不是一部无脑的爆米花动作片，而是导演兼编剧达伦·阿罗诺夫斯基将圣经故事与我们生活的时代的有力衔接。《波士顿环球报》给63分：《挪亞方舟》部分荒谬可笑，部分宏伟壮丽；既有马戏团杂耍者的愚笨，又有狂人的史诗。

### 票房
美国首周末收获4400万美元列第一位，成为导演达伦-阿罗诺夫斯基个人执导作品开画榜第一位，也是羅素克洛主演作品开画榜第一位。
| 上一届： 《分歧者·異類叛逃》 | 2014年美國週末票房冠軍 第13周                     | 下一届： 《美國隊長2》 |
| 上一届： 《直航殺機》        | 2014年香港一週票房冠軍 第12週（3月24日至3月30日） | 下一届： 《美國隊長2》 |

## 幕後
艾瑪·華森在2月19日盛裝出席時裝雜誌《ELLE》於倫敦舉行的Style Awards頒獎禮，但她接受另一雜誌《Wonderland》訪問時，訴說拍攝《挪亞方舟》時，由於導演戴倫·艾洛諾夫斯基着重環保，因此不准片場使用瓶裝水，她被逼喝骯髒水，結果導致自己生病的遭遇。

## 外部連結
- 互联网电影数据库（IMDb）上《挪亞：滅世啟示》的资料（英文）
- TCM电影资料库上《挪亞：滅世啟示》的资料（英文）
- 爛番茄上《挪亞：滅世啟示》的資料（英文）
- 豆瓣电影上《挪亞：滅世啟示》的資料 （简体中文）